# ConocoPhillips
ConocoPhillips blev dannet den 30. august 2002 ved en fusion af det tidligere amerikanske olieselskaber Phillips Petroleum Company og Conoco Inc. Det er nu en international energivirksomhed med hovedkvarter i Houston, USA. Den nuværende koncernleder i ConocoPhillips er James Mulva.
Selskabet er lokaliseret i 20 lande i alle verdensdele undtagen Antarktis. Herhjemme har ConocoPhillips ejet lavpriskæden JET.

## Links
- ConocoPhillips' officielle hjemmeside